# Naturwissenschaftliches Museum Aschaffenburg

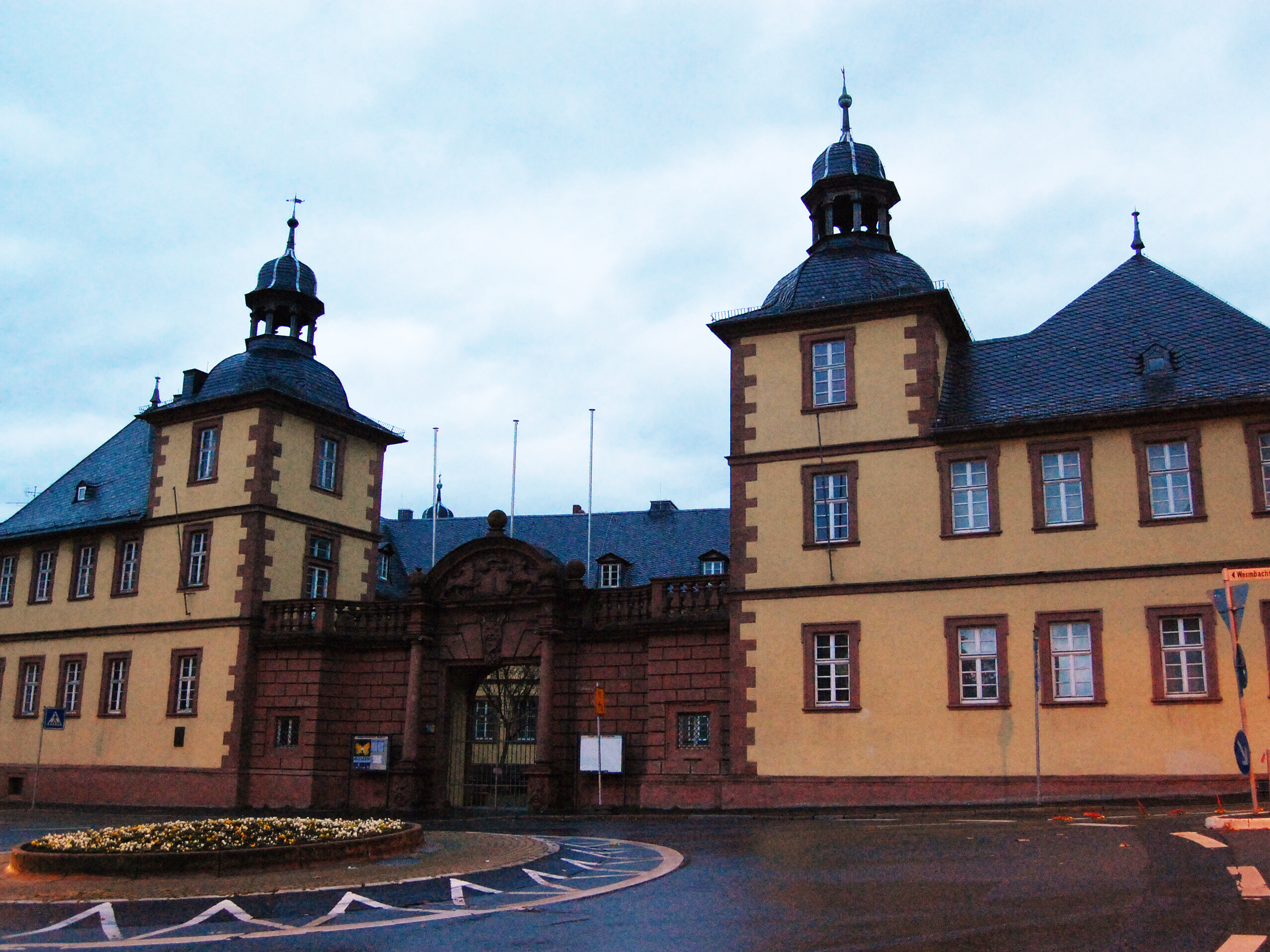
Widok dworu Schöborn – obecnie siedziba Muzeum Przyrodniczego

Naturwissenschaftliches Museum Aschaffenburg (pol. Muzeum Przyrodnicze w Aschaffenburgu) – jest jednym z miejsc wystawowych miasta Aschaffenburg o znaczeniu regionalnym.

## Położenie
Muzeum Przyrodnicze znajduje się od 1970 roku we wschodnim skrzydle dworu Schönborn przy Wermbachstraße w centrum Aschaffenburga. Placówka mieści się w budowli w kształcie litery „U” powstałej na zlecenie Melchiora Friedricha von Schönborn w latach 1673–1981. We wschodniej części obiektu znajduje się także Archiwum Kolegialne i Miejskie oraz siedziba ważnego ze względu na swoje zbiory biblioteczne Kunstverein Aschaffenburg e.V. (Towarzystwo Sztuki Miasta Aschaffenburg). Na poddaszu pałacu mieści się magazyn znalezisk archeologicznych.

## Historia
Kolekcja muzealna bierze swe początki w zbiorach królewskiej szkoły leśniczej w Aschaffenburgu, która od 1910 roku działa Monachium. Najstarsza jej część pochodzi z 1832 roku. Po przeniesieniu szkoły w 1910 roku w Aschaffenburgu pozostała jedynie ograniczona liczba eksponatów, które to jednak w 1911 roku udostępnione zostały zwiedzającym. Podczas drugiej wojny światowej kolekcja została umieszczona w warzelni. Podczas zawieruchy wojennej doszło do częściowego jej splądrowania. Od 1950 roku ponownie część zbioru udostępniana jest zwiedzającym. Od tego czasu kolekcja rozrastała się w wyniku darowizn od osób prywatnych oraz przez włączenie do niej eksponatów Karla Singera. Z powodu wyburzenia budynku szkoły, w którym po drugiej wojnie światowej, zbiór był prezentowany, znalazł się on ponownie w murach dworu Schönborn. Dzisiejszy wygląd sal wystawowych oraz sama koncepcja wystawiennicza pochodzi z czasów przebudowy obiektu w 1982 roku. Zbiory muzeum od tego czasu powiększały i powiększają się systematycznie, jednak ze względu na ograniczenia lokalowe nie istnieje możliwość powiększenia stałej ekspozycji. Z powodu braku środków na nowe inwestycje placówka sprawia wrażenie „zakurzonej”, co jednak nie przekłada się na fakt, iż dysponuje ona ważnym zbiorem eksponatów. W 2011 roku jedno z pomieszczeń muzeum zostało poddane przebudowie na potrzeby wykładów i szkoleń Cała kolekcja muzealna znajduje się pod opieką Towarzystwa Przyrodniczego (data utworzenia – 14 listopada 1878 roku).

## Zbiory

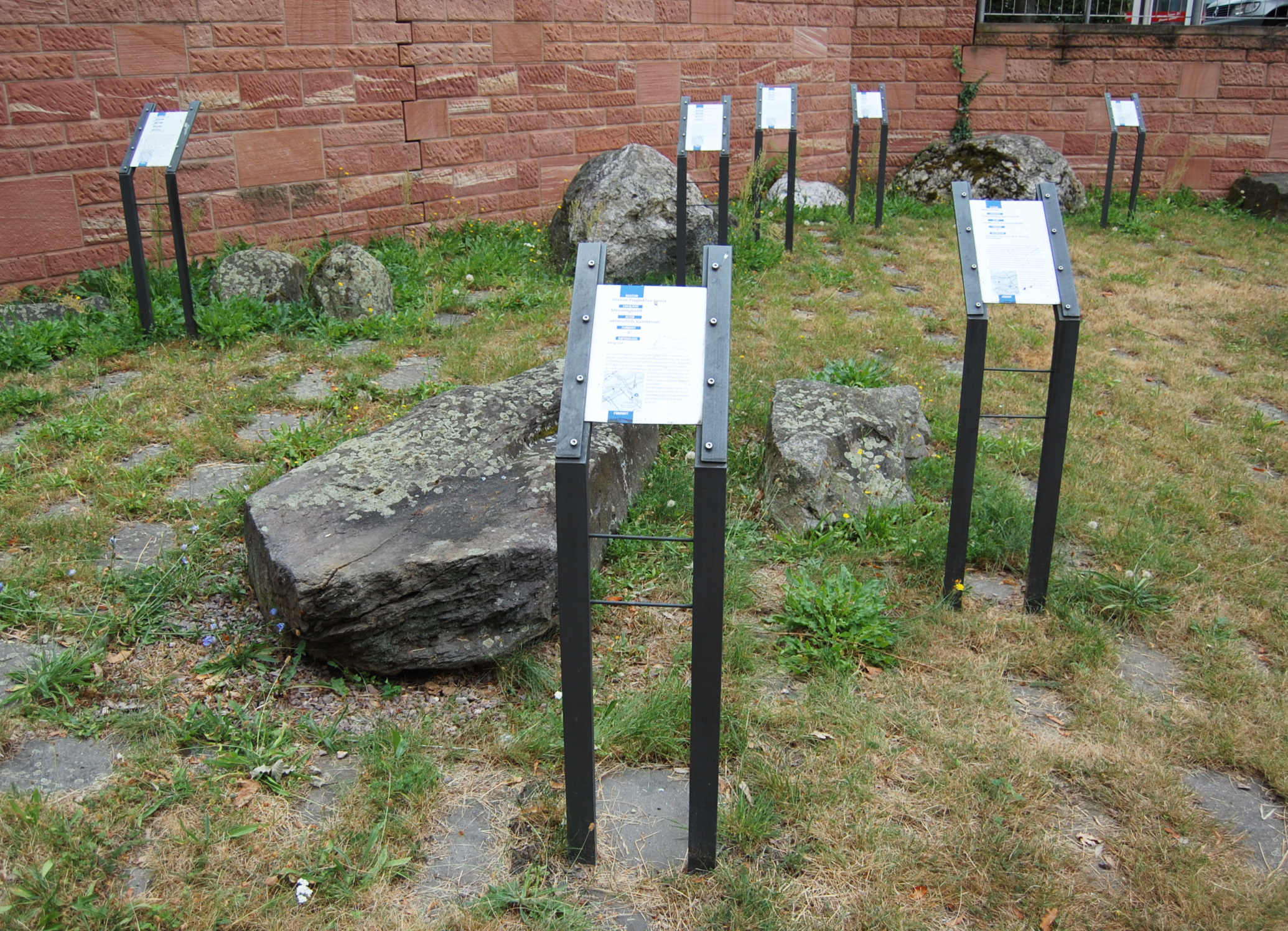
Fragment „Ogrodu Skalnego”

Na parterze budynku znajduje się wystawa poświęcona ogólnemu przyrodoznawstwu oraz ekologii. Znajdują się tu liczne eksponaty – miejscowe ptaki, ssaki, grzyby i rośliny ze Spessartu. W części pomieszczeń zebrano także zbiory poświęcone miejscowemu górnictwu oraz mineralogii.

## Ogród skalny
Obok budynku muzeum znajduje się ogród skalny, który jest dostępny dla zwiedzających także poza godzinami otwarcia placówki. Znajdują się w nim liczne skały z okolic miasta z tablicami informacyjnymi.